# Сигурносни појас
Сигурносни појас служи за спречавање неконтролисаног кретања тела, најчешће у транспортним средствима. Најширу употребу има у путничким друмским возилима и авионима.
Сигурносни појас је изумео Џорџ Кејли почетком деветнаестог века. Сигурносни појас у авиону је први користио Адолф Пегод, први човек који је летео у авиону окренут наопачке. Међутим, сигурносни појасеви нису ушли у ширу употребу у авионима до тридесетих година двадесетог века.